# 가평 이씨
가평 이씨(加平李氏)는 경기도 가평군을 본관으로 하는 한국의 성씨이다.

## 역사
시조는 남북국 시대 완산주 호장 이인보이다. 그의 8세손인 이기문이 가평 조종현으로 이주하여 살았으며, 이인보의 31세손 이다림이 가평군으로 봉해지자, 그를 중시조로 삼고, 가평을 본관으로 삼았다.
1세(이인보)에서 31세(이다림)까지 직계로 단통이며, 2세에서 7세조까지 기록이 유실되었다. 
가평이씨 족보에 따르면, 가평이씨의 먼 조상은 은나라 기자가 단군조선으로 올때 호종한 이신(李莘)이 첫번째 선조이고, 900여년 후 그 후손인 이경의(李景義)가 고조선의 준왕이 위만의 난을 피하여 서해를 따라 남쪽으로 내려와 금마지방에 마한을 창업하여 왕이 되도록 도운 공적을 세워 그 자손들이 완산 지방의 토호로서 세거하게 되었다고한다.  
8세조 이기문이 완산(현재의 전주) 지방에서 가평 조종천 부근의 조종면 지역으로 이동하게 되었고, 그 계기로 이후 고려조의 본관은 조종 이씨로 불리었다.  
가평의 석거부락 상석거리에 가평이씨의 신도비가 있었으나 어느샌가 없어졌다고 알려졌으며, 하판리(현 운악리) 근방의 고분군이 가평이씨의 묘역이라고 구전되나, 도굴로 인해 확인이 힘들어진 상태이다.  

## 계보도
1세 - 이인보
2세 ~7세 기록 유실
8세 - 이기문 
9세 - 이제인   호장
10세 - 이시장 호장
11세 - 이국신  호장
12세 - 이산복 부호장
13세 - 이홍    고려초입조 금자광록대부시중
14세 - 이의백 금자광록대부시중
15세 - 이신원 찬성사, 중국에서 호부상서 벼슬 하사 받음. 이 후 좌복야태자태부의 벼슬  시호 문충(文忠)
16세 - 이진    삼중대광사도
17세 - 이자송 삼중대광사도
18세 - 이온    문화평장사, 중국 사신으로 다녀온 후 금자광록대부사도에 임명하고 충순후에 봉함. 식읍 일천호의 상을 하사받음.
19세 - 이유중 병부우시랑, 대사마대장군 시호 충장(忠莊)
20세 - 이기  대사마대장군
21세 - 이성간 대사마대장군
22세 - 이예안 감문위대장군
23세 - 이진수 호장
24세 - 이숙부 감문위대장군
25세 - 이대유 금오위대장군
26세 - 이공   충렬왕 문과급제, 참리, 선력좌리일등공신 책훈, 전답과 노비를 상으로 하사받고, 부모에게도 봉작이 주어지게함.
27세 - 이균서 충숙왕 문과급제, 봉상대부, 통례문부사, 대도호부사
28세 - 이번   충혜왕 문과급제, 삼사판관 이부시랑, 증 광정대부 첨의평리 상호군
29세 - 이춘계 충정왕 문과급제, 판도판서 상호군 시호 충익(忠翊)
30세 - 이침   공민왕 문과급제 가정대부 도평의사사 배 서산정씨 부 정엄
31세 - 이다림 자 대림(大林)  중시조, 동지중추원사 겸 오위도총부부총관, 아들 이윤손, 이형손의 공으로 순충적덕보조공신으로 책훈, 병조판서 증직, 가평군으로 봉직. 4군 6진, 대마도 정벌 참여, (외조부는 정엄, 외조모 권씨는 안동권씨 권법화의 딸이다.)

## 분파
34세 이세온(첨정공파) 무후(후대가 없음)
34세 이세량(첨사공파) 1460(세조 6년) 출생, 1485년(성종 16년) 무과 등과, 어모장군(정3품), 가의대부 동지의금부사(종2품) 
34세 이세공(판교공파) 1468(세조 14년) 출생, 1508년(중종 3년) 2월 4일 정시 수석 합격. 
34세 이장헌(감찰공파) 1445(세종27년) 출생, 1482년(성종 13년) 진사과 합격 사헌부감찰(정6품) 
34세 이장생(가원군파) 1467(세조 13년) 출생, 1490년(성종 21년) 무갑과 급제, 선전관, 훈련원판관(종5품), 평안북도 위원군수(종4품), 광흥창 수(정4품관), 전설사 수(정4품관), 함경북도 병마우후(정3품), 훈련원도정(정3품), 함경남도 병마절도사(종2품), 충청도 수군절도사(종2품), 충청수영성 축성, 병조 참지(정3품), 우부승지, 좌승지, 가선대부 병조참판(종2품), 호조참판(종2품), 중추부 동지사 겸 형조참판으로 사은사로 명나라 사신으로 다녀옴, 병조참판 재임 및 동지의금부사 겸 오위도총부부총관, 가원군으로 봉군
34세 이장경(참의공파) 1472(성종 3년) 출생, 내자시 주부, 익위사 익찬(정6품), 사헌부 감찰, 수운판관, 의금부 경력(종4품), 예산 현감, 통훈대부 안음 현감(정3품), 통정대부ㅡ 이조참의(정3품) 추증
34세 이장언(진사공파)  무후(후대가 없음)
34세 이장홍(찰방공파) 1485(성종 16년) 소과 생원시 급제, 증훈대부 성환도 찰방
34세 이장준(사직공파) 1487(성종 18년) 선략장군(종 4품) 충좌위 부사직 
34세 이장보(서령공파) 1492(성종 23년) 통훈대부 사직서령
34세 이장업(참봉공파) 무후(후대가 없음)